# Yannick Ribeaut
 (février 2025).
Si vous disposez d'ouvrages ou d'articles de référence ou si vous connaissez des sites web de qualité traitant du thème abordé ici, merci de compléter l'article en donnant les références utiles à sa vérifiabilité et en les liant à la section « Notes et références ».
 (février 2025).
Motif : Pas de sources d'envergure nationale sur au moins deux ans
- Archive Wikiwix
- Bing
- Cairn
- DuckDuckGo
- E. Universalis
- Gallica
- Google
- G. Books
- G. News
- G. Scholar
- Persée
- Qwant
- (zh) Baidu
- (ru) Yandex
- (wd) trouver des œuvres sur Wikidata

| 1. | Préciser le motif de la pose du bandeau. | Précisez le motif de la pose du bandeau en utilisant la syntaxe suivante : {{admissibilité à vérifier\|date=juin 2025\|motif=remplacez ce texte par le motif}}                       |
| 2. | Informer les utilisateurs concernés.     | Pensez à avertir le créateur de l'article, par exemple, en insérant le code ci-dessous sur sa page de discussion : {{subst:avertissement admissibilité à vérifier\|Yannick Ribeaut}} |

Yannick Ribeaut, né en 1972 dans la banlieue bordelaise, est un photographe, auteur et plasticien français. Son travail explore la relation entre l’homme et son environnement à travers une approche mêlant photographie documentaire et plasticienne. Il est également enseignant, formateur, directeur artistique multimédia et curateur.

## Biographie
Issu d’une formation en graphisme, puis en information et communication à l’Université Bordeaux Montaigne, Yannick Ribeaut est diplômé en direction artistique multimédia à Paris ainsi que du Master de l'École nationale supérieure de la photographie (ENSP) d'Arles.
Il commence sa carrière en 1992, développant un regard photographique ancré dans la narration visuelle et la documentation du réel. Il collabore d’abord avec le magazine Longueur d’Ondes, avant de se lancer dans des projets personnels et documentaires.
À l’âge de 25 ans, il entreprend une traversée en solitaire de l’Himalaya. Il est également témoin de la rétrocession de Hong Kong à la Chine le 1er juillet 1997, un événement qu'il documente à travers son regard photographique.
Ensuite ses travaux ont été publiés dans la presse quotidienne et culturelle, notamment dans Le Monde, Libération, Télérama et Les Inrockuptibles.
Il a également participé à des expositions collectives aux côtés de grands noms de la photographie, notamment William Klein, Claude Gassian et Helmut Newton.
En 2011, il publie l’ouvrage Gainsbourg Inside aux éditions Lannoo, où il explore l’univers intime de la maison de Serge Gainsbourg. Il y associe ses photographies à des textes de l’artiste, offrant un témoignage unique sur cet espace emblématique du chanteur.
Toujours en quête de nouvelles formes de narration visuelle, Yannick Ribeaut continue d’observer les sociétés et d’explorer le monde à travers ses travaux de commande et ses recherches artistiques, cherchant sans cesse à expérimenter de nouveaux langages photographiques.

### Gainsbourg Inside[2]
En 2011, Yannick Ribeaut publie Gainsbourg Inside aux éditions Lannoo, un ouvrage bilingue qui explore l’univers intime de la maison de Serge Gainsbourg, située rue de Verneuil à Paris. Il y associe ses photographies inédites à des notes manuscrites que le chanteur laissait à son majordome, oncle et parrain de Yannick, dans les dernières années de sa vie, offrant ainsi un témoignage unique sur l’intimité de l’"Homme à la tête de chou".
À travers une approche mêlant photographie et narration visuelle, cet ouvrage constitue un document authentique et émouvant, révélant des fragments du quotidien et de l’univers personnel de l’un des musiciens français les plus influents.
Ce livre constitue un témoignage authentique et émouvant de l’un des musiciens français les plus influents, révélant des fragments de son quotidien et de son univers personnel.
Toujours en quête de nouvelles formes de narration photographique, Yannick Ribeaut poursuit son exploration du monde et des sociétés à travers ses travaux de commande et ses recherches artistiques, cherchant sans cesse à expérimenter de nouveaux langages visuels.

### Enseignement et formation
Depuis 2006, Yannick Ribeaut partage son expertise en enseignant la photographie, le graphisme et les arts visuels. Il intervient dans l’enseignement supérieur, notamment dans le cadre du BTS Photographie et du Bachelor Marketing, où il forme les étudiants aux techniques de traitement de l’image, au photojournalisme, ainsi qu’aux pratiques de l’art visuel et plastique.
Parallèlement à son activité pédagogique, il explore les interactions entre l’image, la matière et le numérique dans ses travaux artistiques. Il enseigne également l’utilisation des logiciels de la suite Adobe (Lightroom, Photoshop, Illustrator, InDesign), la gestion de projet agile via la méthode SCRUM, ainsi que l’UX/UI design, mettant l’accent sur l’expérience utilisateur et l’ergonomie visuelle.

### Esthétique et influences
L’approche photographique de Yannick Ribeaut conjugue esthétique documentaire et expérimentation graphique. Il s’intéresse particulièrement aux dynamiques sociales et aux espaces urbains, cherchant à révéler les récits sous-jacents à travers une mise en scène minutieuse de la lumière et du cadrage.
Son travail s’inscrit dans une réflexion sur la composition spatiale et l’interprétation du réel, empruntant à différentes traditions photographiques :
·        De l’influence d’Andreas Gursky, il retient la puissance des grands formats et des compositions architecturées, où la répétition et la superposition des éléments visuels traduisent une lecture globale des environnements contemporains. Comme Gursky, il explore les interactions humaines dans des espaces urbanisés, capturant des scènes où l’individu semble parfois submergé par l’immensité du cadre.
·        À l’instar d’Ansel Adams, il accorde une attention rigoureuse à la technique photographique et à la maîtrise de la lumière. Son usage du noir et blanc ou du contraste marqué lui permet d’exacerber la relation entre les éléments du paysage et leurs textures. Cette approche se retrouve notamment dans ses clichés de territoires urbains et naturels, où il cherche à traduire une dimension presque sculpturale du réel.
·        Dans la lignée de Sophie Calle, son travail s’enrichit d’une narration intimiste et conceptuelle. À travers ses photographies, il interroge la mémoire des lieux et l’intimité des espaces, parfois en y associant des textes, des traces manuscrites ou des objets du quotidien. Cette approche s’illustre particulièrement dans son ouvrage Gainsbourg Inside, où il mêle photographie et écriture pour recréer l’atmosphère singulière de la maison de Serge Gainsbourg, jouant sur l’absence et la présence.
À travers ces influences, Yannick Ribeaut développe une vision photographique où l’image devient un outil de questionnement du monde, oscillant entre observation minutieuse et interprétation sensible.

## Publication
- Gainsbourg Inside – Éditions Lannoo, Bilingual édition (28 septembre 2011) (ISBN 978-9020997019)[6]